# Аборты в Анголе
Аборт в Анголе законен только в том случае, если аборт спасёт жизнь или здоровье женщины, а также в случае изнасилования или нарушений развития плода. За любой аборт, выполненный при других условиях, женщина и лицо, выполняющее эту процедуру, подвергаются тюремному заключению на срок до пяти лет (статья 154 Уголовного кодекса). Если женщина умирает в результате аборта или если практикующий врач делает аборты в плановом порядке, уголовная ответственность увеличивается на одну треть (статья 155).

## Правовой статус
В соответствии с Уголовным кодексом Португалии 1886 года, который остался неизменным после обретения Анголой независимости в 1975 году, доступ к абортам был очень ограничен: он был доступен только в том случае, если беременность угрожала жизни женщины. В январе 2019 года Национальная ассамблея приняла закон о принятии нового Уголовного кодекса. Реформа расширила круг обстоятельств, при которых аборт является законным, включив в него риск для здоровья, изнасилование и нарушения развития плода. После того как президент Жуан Лоуренсу наложил вето на некоторые положения нового Кодекса и потребовал ужесточения мер по борьбе с коррупцией, Национальная ассамблея одобрила окончательную версию нового Уголовного кодекса (Закон 38/20) 4 ноября 2020 года. Президент подписал закон о реформе 6 ноября 2020 года вместе с новым Уголовно-процессуальным кодексом (Закон 39/20), который также заменил португальский кодекс 1929 года и был одобрен Ассамблеей 22 июля 2020 года. Новые кодексы были опубликованы в Официальном вестнике 11 ноября 2020 года и вступили в силу через 90 дней, 9 февраля 2021 года.